# 倫頓角
倫頓角（英語：Lenton Point）是南極洲的海岬，位於南奧克尼群島的西格尼島南部，處於克勞斯灣，在1933年由英國研究隊測量，現時由南極條約體系管理。